# غابة الغيوم
غابة السحاب أو الغيوم هي غابة إيرانية في منحدرات جبال  ألبرز تُعَد إحدى أجمل الغابات في العالم حيث  تحتضن طوال العام بحراً من الغيوم التي تمر عبرها. تمتد الغابة التي تُعَد الأكثر جمالاً بين غابات إيران العديدة، على مساحة 530 ألف هكتار، من محافظة سمنان إلى محافظة كلستان شمالاً. وتُعتبَر من أجمل مناطق مدينة شاهرود بمحافظة سمنان شرق العاصمة طهران.  هذه الغابة تُعَد قسماً عظيماً من غابات هيركاني القديمة المتبقيّة من الفترة الجيلوجية الثالثة، هي إحدى أوسع غابات العالم و أكثرها تميّزاً والتي تغطي الشواطئ الجنوبية لبحر قزوين كشريط أخضر وجميل في محافظة سمنان.

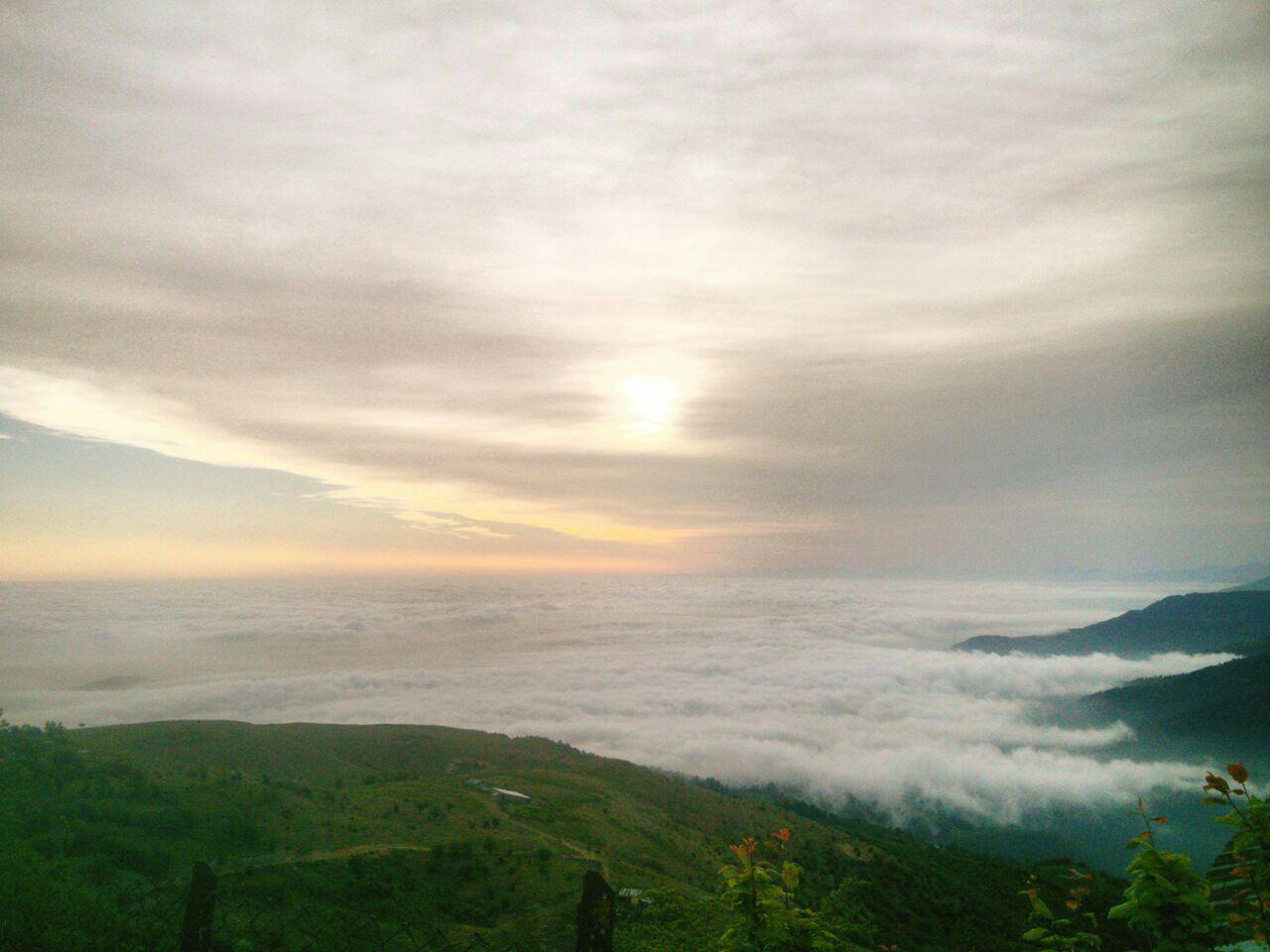
غابة الغيوم في جمهورية إيران

## الموقع
تقع غابة الغيوم على بعد 45 كيلومتراً عن شمال شرق مدينة شاهرود في محافظة سمنان على امتداد الطريق آزادشهر بجوار قريةٍ تدعى قرية ابر أي ال(سحاب) في طريقكم من سمنان إلى محافظة كلستان في شمال إيران.

## الجغرافيا
تحتل غابة الغيوم موقعاً جغرافياً مثيراً للإعجاب راقدة على المنحدرات الشمالية لجبال ألبرز الشامخة حيث ترون فيها منطقة مرتفعة تقع بجوار منطقة ذات ارتفاع أقل، الشئ الذي يجعل الغيوم محبوسة بين مخالب الجبال الحادة وهي تحاول أن تتخلص منها متحركة نحو الجنوب وينجح سعيها أخيراً، تنزل وتنزل حتى تشكل كتلة مهيبة وعظيمة وساحرة للعيون، تقترب من الأشجار بحيث تجعلك تتخيّل بأنّ الغابة تسير فوق الغيوم وبإمكانك ايضاً الركوب فيها والتجول بينها، ومن ثم ستصبح هذه الغيوم كقطرات المطر.

## مميزات الغابة
ما یمیز هذه الغابة هو الارتفاع الكبير عن سطح البحر وانخفاض درجة الحرارة في الصیف ووجود ینابیع المياه داخلها والغطاء الحرجي المختلف فیها. إضافةً إلى ذلك توجد في هذه الغابة نباتات طبية نادرة.

## الحياة البرية في الغابة
تُعَد غابة الغيوم العظيمة موطناً للعديد من الحيوانات البرية، حيث يوجد داخل هذه الغابة العديد من الحيوانات مثل الدببة والنمور والوعول، وحيوانات برية أخرى. بالإضافة إلى ذلك تضم هذه الغابة مجموعة من النباتات والاشجار النادرة مثل اشجار الدردار والزان والبلوط والألدر والغبيراء والطقسوس وخاصةً شجرة أورس وهي شجرة تختص بهذه المنطقة وتزحف على الأرض وتخلق مناظر جميلة جداً، فضلاً عن كونها مصدراً للأعشاب الطبيّة النادرة المفيدة وذلك بفضل موقعها الرائع التي يؤثر تأثيراً إيجابيّاً في التنوع الحيواني للمنطقة حيث تقع بين منطقتين مختلفتين من حيث المناخ، تتمتع إحداهما من المناخ الجاف وشبه الجاف والأخرى تمتاز بالمناخ الرطب وشبه الرطب.

## مكانتها السياحية
ان غابة الغيوم هي أروع غابات إيران والعالم وأجملها طقساً وأكثرها تفرداً وذلك بفضل موقعها الجغرافي المميز. بالإضافة إلى ارتفاع الغابة المنخفض في سلسلة جبال ألبرز فإنها تتميز عن غابات شمال إيران الرطبة والحارة، بأجواءها المعتدلة. ولذلك يقصدها كل عام الآلاف من السياح الذين يجدونها من أجمل المعالم الطبيعية في إيران، حيث يقترب السحاب من الأشجار لدرجة تشعر بأن الغابة عائمة عليه. وتستقبل غابة الغيوم كل عام السياح من مختلف أنحاء العالم.
- يُذكَر ان محافظة سمنان شرق العاصمة الإيرانية طهران تُعَد وجهة سياحية تحتضن الآثار التاريخية والمعالم الطبيعية التي تتوزع على جبالها وغاباتها، وتستقطب ملايين السياح المحليين والأجانب سنوياً ومن بينها غابة الغيوم.[1]

## معرض الصور

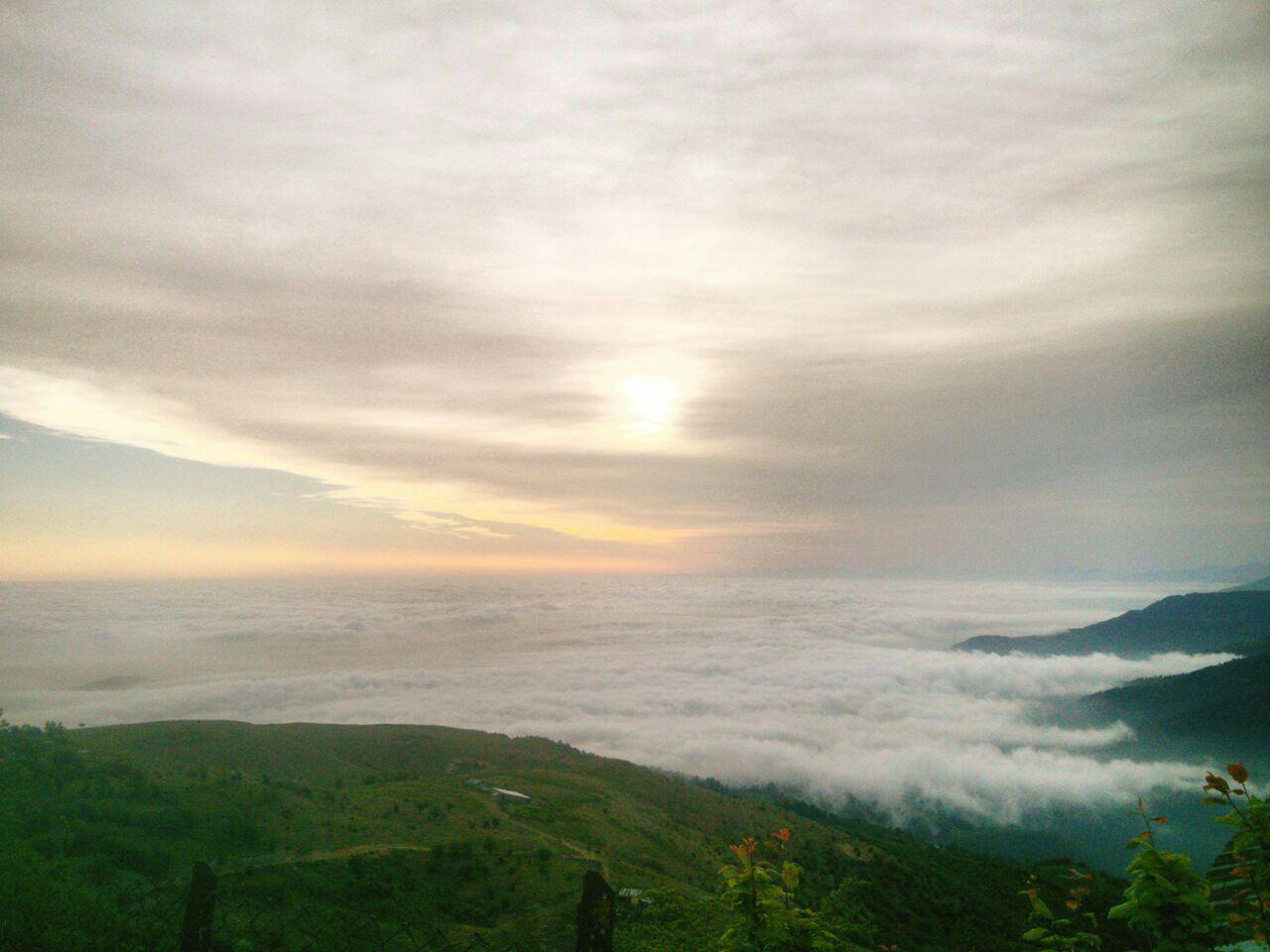
غابة الغيوم في جمهورية إيران

## طالع ايضاً
- غابات إيران
- غابة مطيرة
- غابة استوائية
- غابة الأمازون
- غابة قديمة
- غابة بياوفيجا
- غابة صنوبرية
- غابة ثانوية
- الفستق في إيران
- الحياة البرية في إيران

## وصلات خارجية
- ما هي الغابات المطيرة؟